# 亞克傳承系列
亞克傳承，日本電子角色扮演遊戲。以及同名漫画、小说、动画。

## 作品

### 游戏
- 亞克傳承 － PlayStation版1995年6月30日发售。
- 亞克傳承II － PlayStation版1996年11月1日发售。
- 亞克傳承III － PlayStation版1999年发售。
- 亞克傳承 机神复活 － WonderSwan Color版2002年7月4日发售，系列的第4作。
- 亞克傳承 精灵的黄昏 － PlayStation 2专用版2003年3月20日发售。系列的第5作
- 亞克傳承 黑暗的终结 － PlayStation 2版2004年11月3日开始运营，2005年6月30日终止。

### 动画
1999年4月5日 - 10月11日WOWOW电视台播出。共26集。
- 監督：川崎逸朗
- 脚本：面出明美
- 美術監督：小山俊久
- 音楽監督：児玉隆

前期片尾曲为《Happy Tomorrow》，后期片尾曲为《Rest In Peace》，皆由NiNa演唱。

## 外部連結
- アークザラッド （页面存档备份，存于） - playstation.com
- 動畫版官方網站